# Trường Trung học phổ thông Kim Liên
Trường Trung học phổ thông Kim Liên là một trường trung học phổ thông công lập ở Hà Nội. Được thành lập từ năm 1974. Được xây dựng trên đất thôn Trung Tự, xã Kim Liên, quận Đống Đa, Thủ đô Hà Nội. Diện tích khoảng 10.000m2.

## Lịch sử hình thành

### Giai đoạn 1974 – tháng 4/1990
Trường được xây dựng trên đất thôn Trung Tự, xã Kim Liên, quận Đống Đa. Diện tích khoảng 10.000m2.  Năm học đầu tiên trường có hai dãy nhà một tầng mái lá, gồm 16 lớp 8 (tương đương lớp 10 hiện nay). Những năm sau tăng dần, có năm tới 36 lớp.
Hiệu trưởng đầu tiên là thầy Trần Quý Độ và các Phó Hiệu trưởng là thầy Bùi Thơm (sau đó thầy giữ chức vụ quyền Hiệu trưởng năm học 1977 – 1978), cô Nguyễn Nga Liên. Từ năm 1978 đến năm 1990, cô Lê Minh Nguyệt là Hiệu trưởng và các Phó Hiệu trưởng là cô Nguyễn Nga Liên, thầy Trương Văn Dung, thầy Phạm Gia Tuấn, thầy Nguyễn Hoàng Cảnh, thầy Nguyễn Cao Lý, thầy Nguyễn Sĩ Năng, cô Hoàng Thị Hoan, cô Trịnh Thu Phong, thầy Lê Thiện Thuật.
Một số học sinh xuất sắc đạt giải cao trong kỳ thi học sinh giỏi Thành phố: Nguyễn Thị Hạnh giải nhất Nga văn, Trần Thùy Linh, Phan Xuân Huy giải nhất môn Anh, Trần Công Sử giải nhất môn Vật lý, Phạm Thế Hoàng giải nhất môn Toán, Nguyễn Hoàng Long giải nhất môn Hóa, Phạm Ngọc Mỹ giải nhất môn Địa lý và 15 em đã đỗ thủ khoa vào các trường Đại học như: Hà Phan Hải An thủ khoa trường Đại học Y, Nguyễn Hải Vân thủ khoa Đại học Kiến trúc (1977-1978), Đặng Thu Hằng thủ khoa Đại học Y Hà Nội (1989 – 1990).

### Giai đoạn từ tháng 5/1990 đến tháng 12/2000
Trường chuyển về địa điểm hiện nay: số 1, ngõ 4C, Đặng Văn Ngữ, phường Trung Tự, quận Đống Đa, Hà Nội với diện tích hơn 5.000m2. Cơ sở vật chất khang trang, bề thế hơn gồm 1 khu nhà Hiệu bộ và 2 dãy nhà học 3 tầng xây mới, có 18 phòng học và 1 khu thực hành thí nghiệm 2 tầng đáp ứng tốt yêu cầu học tập và sinh hoạt của gần 1800 học sinh của 36 lớp.
Trong giai đoạn này, học sinh trường THPT Kim Liên đã đạt nhiều giải cao trong kỳ thi học sinh giỏi quốc gia: em Đỗ Ngọc Sơn giải ba môn Hóa học (1993 – 1994), Nguyễn Nhật Hưng giải nhì môn Hóa học (1997- 1998), em Vũ Ngọc Anh giải ba môn Hóa học (1997 – 1998), em Nguyễn Thị Thái Bình giải khuyến khích môn Hóa học (1997 – 1998), Ngô Trung Thành giải Nhì môn Lịch sử (2000)... Trong 10 năm này, có 21 em học sinh đạt danh hiệu Thủ khoa  trong kỳ thi Đại học. Trong đó có em Nghiêm Hoàng Minh thủ khoa ĐH Kinh tế quốc dân (2003-2004) đạt điểm tuyệt đối 30 + 1,5 khuyến khích = 31,5 điểm, em Vũ Thanh Hương thủ khoa Đại học Luật (2002-2003), em Vũ Minh Phương thủ khoa Đại học Dược (2002 – 2003), em Trần Thu Trang thủ khoa Phân viện Báo chí tuyên truyền (2002 – 2003) ...

### Giai đoạn từ năm 2001 đến nay
Cơ sở vật chất của nhà trường được cải tạo, sửa sang tu bổ nhiều hạng mục. Khu nhà Hiệu bộ vẫn giữ nguyên.  Khu nhà học ba tầng gồm nhà A và C được nâng cấp lên thành 4 tầng, khu nhà thực hành nâng lên thành 3 tầng như hiện nay. Trường được xây thêm một khu nhà B 4 tầng. Tổng số phòng học hiện nay gồm 30 phòng, 02 phòng vi tính, 01 phòng học đa chức năng, 02 phòng thí nghiệm môn Lý - Hóa - Sinh, 01 phòng thể chất. Hiện nay trường có 45 lớp với khoảng 2000 học sinh.
Từ năm 2001 đến năm 2006 cô Trần Thị Tuyết Nga giữ cương vị Hiệu trưởng nhà trường, các Phó Hiệu trưởng: thầy Vũ Kim Tiến, thầy Nguyễn Thiết Sơn, thầy Phạm Trung Dũng (năm 2007 thầy chuyển về làm Hiệu trưởng trường THPT Thăng Long). Trong năm học 2006 – 2007, thầy Nguyễn Hữu Độ - Phó Giám đốc Sở Giáo dục và Đào tạo Hà Nội được điều động kiêm nhiệm chức vụ Hiệu trưởng nhà trường cùng với các Phó Hiệu trưởng: thầy Nguyễn Thiết Sơn, thầy Nguyễn Xuân Lâm, cô Nguyễn Thị Kim Oanh.
Ban giám hiệu hiện nay là thầy Nguyễn Thiết Sơn – Hiệu trưởng (từ 2007), các Phó Hiệu trưởng: thầy Nguyễn Xuân Lâm (từ 2007), cô Hà Thị Phương Anh (từ 2013), cô Nguyễn Thị Hiền (từ 2013).

## Thành tích
- Huân chương lao động hạng ba (1999)[1]
- Lá cờ đầu của ngành GDPT  Thành phố Hà Nội năm học 1996 – 1997 và 1997 – 1998
- Bằng khen Bộ Giáo dục và Đào tạo (1997)
- Bằng khen của Chính phủ (1998)
- Huân chương Lao động hạng Nhì (2004)[1]
- Cờ thi đua xuất sắc của UBND Thành Phố Hà Nội
- Huân chương lao động hạng Nhất (2010)[1]
- Bằng khen của Bộ giáo dục - Đào tạo

| Thí sinh           | Năm thi    | Tuần                 | Tháng              | Quý | Chung Kết Năm |
| ------------------ | ---------- | -------------------- | ------------------ | --- | ------------- |
| Nguyễn Việt Tùng   | Olympia 10 | Giải Ba - 125 điểm   |                    |     |               |
| Lê Thị Thái Hà     | Olympia 12 | Giải Ba - 180 điểm   |                    |     |               |
| Võ Thu Hà          | Olympia 12 | Giải Nhất - 225 điểm | Giải Ba - 80 điểm  |     |               |
| Nguyễn Bảo Long    | Olympia 13 | Giải Ba - 135 điểm   |                    |     |               |
| Phạm Anh Đức       | Olympia 13 | Giải Ba - 145 điểm   |                    |     |               |
| Trần Thế Hồng Anh  | Olympia 14 | Giải Ba - 180 điểm   |                    |     |               |
| Đồng Việt Dũng     | Olympia 16 | Giải Nhì - 130 điểm  |                    |     |               |
| Đặng Bình Minh     | Olympia 17 | Giải Nhất - 150 điểm | Giải Ba - 80 điểm  |     |               |
| Hoàng An Thái      | Olympia 18 | Giải Nhì - 220 điểm  |                    |     |               |
| Khúc Thanh Thảo    | Olympia 19 | Giải Ba - 80 điểm    |                    |     |               |
| Phạm Tuấn Anh      | Olympia 21 | Giải Nhì - 270 điểm  | Giải Ba - 120 điểm |     |               |
| Kim Ngọc Minh Châu | Olympia 22 | Giải Nhì - 160 điểm  |                    |     |               |

## Sai phạm

### Sai phạm trong quy chế tuyển sinh
Vào năm 2006, Trường THPT Kim Liên có dấu hiệu tuyển hàng chục học sinh thấp hơn điểm chuẩn đã công bố. Ông Đoàn Danh Vĩnh đã công bố một bản danh sách gồm 60 học sinh được trúng tuyển vào Trường THPT Kim Liên năm học 2006-2007 với mức điểm từ 46,5-48 điểm. Ông Dương Nguyên Hồng giải thích: "Nói không sai qui chế vì tuyển bổ sung thực chất cũng chỉ là một lần hạ điểm chuẩn nữa. Việc hạ điểm chuẩn này nằm trong giai đoạn kết thúc tuyển sinh rồi nên công bố việc hạ chuẩn của Trường Kim Liên một cách rộng rãi sẽ kéo theo các trường khác phải hạ điểm, gây ra xáo trộn, sẽ kéo dài thời gian tuyển sinh chung.

## Sự cố
Sập trần nhà
Sáng ngày 27/2/2012 tại một phòng học của trường THPT Kim Liên đã xảy ra một vụ sập trần. Khi cả lớp đang trong giờ học môn toán thì bỗng dưng nghe một tiếng rầm mạnh, trần phía trên đầu học sinh bị rơi xuống từng mảng. Vụ việc khiến học sinh và giáo viên hoảng loạn, một nữ sinh đã phải nhập viện do chấn thương vùng đầu.